# Legiões Britânicas
As Legiões Britânicas, também conhecidas como Legião Albion, foram unidades de infantaria compostas por voluntários estrangeiros, organizadas em maio de 1817, que lutaram sob o comando de Simón Bolívar pela independência da Colômbia, da Venezuela e do Equador. Também atuaram sob a liderança de José de San Martín pela libertação do Peru nas chamadas Guerras de independência na América espanhola.
As Legiões Britânicas foram compostas por mais de sete mil voluntários, em sua maioria veteranos das Guerras Napoleônicas vindos da Grã-Bretanha e Irlanda, bem como veteranos alemães e alguns voluntários locais recrutados após sua chegada à América do Sul. Os voluntários da Legião Britânica foram motivados por uma combinação de motivos políticos genuínos e motivos mercenários.

## Motivações
Com o final das Guerras Napoleônicas, o Império Britânico não necessitava de um grande exército permanente. Em abril de 1817, The Times calculou que havia cerca de 500 000 ex-soldados para uma população britânica de 25 milhões. Após um quarto de século de guerras continentais — tanto as guerras contra a França revolucionária quanto as guerras napoleônicas — esses homens não tinham outro histórico de emprego ou comércio, se encontrando muitas vezes na pobreza.
As guerras de independência na América do Sul contra a Espanha proporcionaram a muitos deles a oportunidade de continuar suas carreiras militares e escapar da perspectiva de inatividade e pobreza que possuíam. Muitos britânicos ainda estavam preocupados com a ameaça eminente que a Espanha, como potência mundial restaurada, representava para a Grã-Bretanha.

## Conquistas
Suas maiores conquistas foram nas batalhas de Boyacá (1819), Carabobo (1821), Pichincha (1822) e Ayacucho (1824), que garantiram, respectivamente a independência da Colômbia, Venezuela, Equador e Peru do domínio espanhol.

## Desfecho
Colômbia e Venezuela
Os soldados da Legião participaram da campanha dos Llanos venezuelanos em 1818 e lutaram nas batalhas de El Sombrero, El Semén, Ortiz, Rincón de los Toros e Calabozo.  Esses primeiros recrutas da Grã-Bretanha deixaram uma boa impressão em Bolívar, que estava ansioso para obter os serviços de mais voluntários britânicos. Em março de 1819, Bolívar combinou a maioria de seus voluntários estrangeiros em uma brigada de 250 homens, chamada Legiões Britânicas, ao comando de James Rooke.
George Elsom, que havia sido alferes de um regimento da milícia perto de Londres e navegado com a expedição de Hippisley voltou a Londres para recrutar mais homens. Entre seus recrutas estavam cerca de 110 hanoverianos, comandados por John Uslar, que participou da ação em Waterloo com a King's German Legion.
Eles desempenharam um papel fundamental na Batalha do Pântano de Vargas em 25 de julho. Durante essa ação, Bolívar se viu em uma posição difícil; o flanco esquerdo do exército Patriota foi flanqueado e recuou em desordem. Rooke então liderou o 2º Rifles contra as posições espanholas nas colinas. Uma feroz carga de baioneta recuperou as posições para os Patriotas, porém Rooke caiu mortalmente ferido enquanto Sandes também foi ferido duas vezes. Apesar das pesadas baixas, as tropas britânicas se destacaram.
Na Batalha de Boyacá em 7 de agosto de 1819, o Batalhão de Fuzileiros de Sandes liderou um ataque de baionetas contra a artilharia monarquista que mudou o rumo da batalha.  Bolívar creditou-lhes a vitória dizendo que "esses soldados-libertadores são os homens que merecem esses louros". Eles foram condecorados com a "Ordem do Libertador " uma das raras ocasiões durante a guerra em que esta condecoração foi concedida em uma unidade inteira.
Equador e Peru
Com a independência da Colômbia e da Venezuela assegurada, Bolívar e seu exército patriota junto com as Legiões Britânicas moveram-se para o sul para expulsar os espanhóis do Peru e do Equador. Eles marcharam sobre as montanhas novamente, desta vez para uma terra de altos vulcões, onde conseguiram forçar os espanhóis a se retirarem na Batalha de Bomboná em 7 de abril de 1822. No mês seguinte, as Legiões ajudaram o exército de Sucre e marcharam ainda mais alto, até Quito, a 9.300 pés nas montanhas. Nessas mesmas montanhas, em 24 de maio de 1822, eles lutaram nas encostas de um vulcão na Batalha de Pichincha. A batalha teria resultado em derrota se as tropas britânicas e irlandesas se não tivessem impedido um perigoso ataque de flanco do batalhão veterano espanhol de Aragão. A vitória em Pichincha para o exército Patriota garantiu a independência do Equador.
Eles participaram da última grande campanha das guerras de independência no Peru durante 1824. Voluntários britânicos, incluindo os primeiros rifles comandados por Sandes, estiveram presentes na Batalha de Junin em agosto e na Batalha de Ayacucho em dezembro, que marcou o fim do domínio espanhol na América do Sul.